# Eletriptan
Eletriptan (Relpaks, Relert) je član druge generacije triptanski lekova namenjenih tretmanu migrenske glavobolje. On se korist kao blokiranje migrenskih napada koji su već u toku. 
FDA je odobrila eletriptan 2002 za akutni tretman migrene kod odraslih. On je dostupan samo na recept u SAD-u k Kanadi. On nije namenjen za profilaktičku terapiju migrene ili za upotrebu u kontroli hemiplegične ili bazilarne migrene. Eletriptan je pokriven U.S. Patent no. 5545644 and U.S. Patent  no. 6110940; the FDA lists the patents as scheduled for expiration on December 26, 2016, and August 29, 2017, respectively.}-

## Spoljašnje veze
|  | Molimo Vas, obratite pažnju na važno upozorenje u vezi sa temama iz oblasti medicine (zdravlja). |